# Родниковая
Роднико́вая — деревня в Поныровском районе Курской области России. Входит в состав Верхне-Смородинского сельсовета.

## География
Деревня находится в северной части Курской области, в пределах северной части Донецко-Днепровского водораздела Среднерусской возвышенности, в лесостепной зоне, на левом берегу ручья Рваный, на расстоянии примерно 18 км (по прямой) к юго-западу от посёлка городского типа Поныри, административного центра района. Абсолютная высота — 209 м над уровнем моря.

### Климат
Климат характеризуется как умеренно континентальный, с тёплым летом и умеренно холодной зимой. Среднегодовая температура — 5 °C. Средняя температура воздуха самого тёплого месяца (июля) — 19,3 °C (абсолютный максимум — 37 °C); самого холодного (января) — −9 °C (абсолютный минимум — −38 °C). Среднегодовое количество атмосферных осадков составляет 650 мм, из которых 460 мм выпадает в тёплый период.

### Часовой пояс
Деревня Родниковая, как и вся Курская область, находится в часовой зоне МСК (московское время). Смещение применяемого времени относительно UTC составляет +3:00.

## История
Указом Президиума Верховного Совета РСФСР от 23 августа 1966 года деревне Рваное Болото присвоено наименование Родниковая.

## Население
| 2010 |
| ---- |
| 9    |

### Половой состав
По данным Всероссийской переписи населения 2010 года, в половой структуре населения мужчины составляли 33,3 %, женщины — соответственно 66,7 %.

### Национальный состав
Согласно результатам переписи 2002 года, в национальной структуре населения русские составляли 97 % из 34 чел.